# Сен-Жан-дю-Фальга
Сен-Жан-дю-Фальга́ (фр. Saint-Jean-du-Falga) — коммуна во Франции, находится в регионе Юг — Пиренеи. Департамент коммуны — Арьеж. Входит в состав кантона Западный Памье. Округ коммуны — Памье.
Код INSEE коммуны — 09265.

## Население
Население коммуны на 2008 год составляло 2627 человек.
| 1962 | 1968 | 1975 | 1982 | 1990 | 1999 | 2008 |
| ---- | ---- | ---- | ---- | ---- | ---- | ---- |
| 757  | 1071 | 2011 | 2153 | 2263 | 2276 | 2627 |

## История
Сен-Жан-дю-Фальга была образована в 1790 году в результате объединения деревень Fauréjean, Bouffillou, Semaillé, Joucla и Rauly. Названия этих деревень являются фамилиями семейств, которые построили первые дома. В то время в коммуне проживали только 200 жителей.

## Экономика
В 2007 году среди 1570 человек в трудоспособном возрасте (15—64 лет) 1120 были экономически активными, 450 — неактивными (показатель активности — 71,3 %, в 1999 году было 65,2 %). Из 1120 активных работали 1015 человек (539 мужчин и 476 женщин), безработных было 105 (42 мужчины и 63 женщины). Среди 450 неактивных 149 человек были учащимися или студентами, 157 — пенсионерами, 144 были неактивными по другим причинам.

## Достопримечательности
- Часовня XII века на кладбище